# سیریویل جانکشن، نیوجرسی
سیریویل جانکشن (به انگلیسی: Sayreville Junction) یک منطقهٔ مسکونی در ایالات متحده آمریکا است که در سیرویل، نیوجرسی واقع شده‌است. سیریویل جانکشن ۲۷٫۱۳ متر بالاتر از سطح دریا واقع شده‌است.